# Elsa Vervaene
Elsa Vervaene ook Elsa Maldiney genoemd (Melle, 1 oktober 1915 –  Saint-Paul-de-Vézelin, 8 oktober 2016), was een Vlaamse kunstschilderes.

## Biografie
Haar vader Louis Vervaene was een handelaar in zeldzame planten die verschillende internationale onderscheidingen kreeg, maar overleed toen Elsa nog maar twee jaar oud was. Elsa voelde zich niet gelukkig thuis bij haar moeder Camilla De Spae en haar broers en zussen en was, volgens haar eigen zeggen, gehaast om het ouderlijk huis te kunnen verlaten en zich in te schrijven aan de Academie te Gent. Ze studeerde bij Jos Verdegem met wie ze in 1937 in het huwelijk trad. Bij Verdegem leerde ze klassiek tekenen en etsen en ze maakte lithografieën van zijn werken.
Ze schilderde portretten, landschappen, stillevens, bloemen, en figuren in een sober kleurenpalet met smeuïge verfpasta.
Tijdens de Tweede Wereldoorlog vluchtten ze samen naar Limoges. In 1948 exposeerde ze in de Gentse Galerie Vyncke met de kunstenaarsgroep La Relève.
Haar relatie met Jos Verdegem liep stuk en in 1947 leerde ze in Gent de Franse filosoof Henri Maldiney kennen die toen les gaf aan de Universiteit van Gent. Elsa ging in die periode regelmatig alleen op reis naar het zuiden van Frankrijk en de landschappen begonnen op te duiken in haar werk. Ze verbleef regelmatig bij de familie van Alphonse Arati, de architect, in Aubagne waar Henri Maldiney zich regelmatig bij haar voegde. Arati had samen met Maldiney in Duitsland gevangen gezeten tijdens de Tweede Wereldoorlog. Voor Arati ontwierp Elsa de glasramen die hij liet plaatsen in de kapel van het Hôpital des Escartons dat hij bouwde in Briançon.
In 1948 had ze via Henri Maldiney, Pierre Tal-Coat leren kennen. Ze kochten enkele werken van hem en kregen er nog enkele als geschenk. Ze ontdekten de nieuwe kunstrichting “abstraction lyrique de l’école de Paris” met onder meer de schilders Jean Bazaine, Gustave Singier en Alfred Manessier, van wie ze ook werken verwierven. In het begin van de jaren 1950 wilde Elsa haar stijl wijzigen. Ze vertrok op reis langs de Middellandse Zeekust en verbleef een tijd in Cannes waar ze een aantal schilderijen maakte. De ontmoetingen met Tal-Coat hebben een bijzondere invloed op haar werk dat ze vanaf dan signeerde als Elsa Maldiney. Vanaf 1952 evolueerde haar werk naar het abstracte.  Ook al werd ze sterk beïnvloed door het werk van Tal Coat en dat van François Aubrun, bleef ze toch haar eigen stijl in haar werken bewaren. Ze schilderde uitsluitend nog landschappen.
In 1955 werd Henri Maldiney benoemd tot hoogleraar aan de universiteit van Lyon en verliet hij Gent. Henri en Elsa vestigden zich in Lyon en huwden na het overlijden van Jos Verdegem in 1957. Ze maakten reizen door de berglandschappen in de buurt en in Zwitserland en ze schilderde grote contrasterende volumes: de gebouwen van Lyon in de periode van 1958 tot 1962. Daarna werden geometrische vormen zoals cirkels en driehoeken het onderwerp van haar doeken. In de jaren 1970-1980 gebruikte ze diverse materialen zoals papier, kranten, beschilderde en met papierknipsels beplakte doeken met gevarieerde kleuren maar weinig lumineus. Vanaf 1976 verbleven ze zes maanden per jaar in hun huis in Saint-Paul-de-Vézelin.
In de jaren 2000 tot 2011 bracht ze weer beweging in haar abstracte thema’s en gebruikte ze opnieuw heldere, levendige en contrasterende kleuren. In haar laatste levensjaren leed ze aan maculadegeneratie, maar ze bleef schilderen tot op hoge leeftijd, haar laatste werken dateren van 2011.
Ze stierf in het verzorgingshuis in Montverdun en werd begraven bij haar echtgenoot op het kerkhof van Saint-Paul-de-Vézelin.

## Werken
Hierbij enkele werken van deze kunstenares, weergegeven in het artikel in “Web-links”. Het nummer van de afbeelding is weergegeven tussen haakjes.
- "L'enfant qui dort", tekening 1949 (1)
- "Portrait de femmes aux yeux clos", jaren 1940 (2 & 3)
- "Portrait de Henri Maldiney", Gent 1948 (4)
- "Natures mortes", jaren 1940 (5-11)
- "Les deux cyprès solitaires", 1948 (12)
- "La grande vallée", 1948 (14)
- "Bateaux à Cannes", 1952 (15)
- "Palmier à Cannes", 1953 (17)
- "La petite mer", 1952 (16)
- "Le pont sur La Lieve", 1953 (22)
- "Termignon", 1960 (23)
- "Immeubles de Lyon", 1958-1962 (24-25)
- "Papier collé", 1976 (34)
- "Cercles", 1974-1979 (35-36)
- "Triangles", 1980-1990 (26-27)
- "L’oiseau du Pantanal", Brazilië 1983
- "Abstracte werken", 2000-2011 (37-42)
- "Sans titre, 2010" (43)
- "Sans titre, 2011" (44)

## Web links
- Elsa Maldiney et sa peinture op Axiane, 2018, afbeeldingen achteraan het artikel.